# Élection présidentielle lettonne de 2015
L’élection présidentielle lettonne de 2015 (2015. gada Latvijas prezidenta vēlēšanas) se tient le 3 juin 2015 en Lettonie, afin d'élire le cinquième président de la République depuis l'indépendance de 1990.
Le chef de l'État sortant, Andris Bērziņš, ne se porte pas candidat à sa propre succession, ce qui constitue une première depuis l'indépendance du pays.
Raimonds Vējonis est élu au 5e tour.

## Système électoral
Le Président de la République de Lettonie est élu pour quatre ans au suffrage indirect et ouvert par un collège électoral composé des membres de la Saeima, le parlement national. Il est rééligible, mais une seule fois de manière consécutive, un président ne pouvant rester en poste plus de huit ans de suite.
Est élu au premier tour le candidat qui recueille la majorité absolue du nombre total des députés, soit 51 voix sur 100. En cas d'échec, un second tour est organisé dans les mêmes conditions. A partir du troisième tour, le candidat ayant reçu le moins de votes au tour précédent est éliminé, les tours s'ensuivant jusqu'à ce qu'un candidat soit élu. Ces derniers peuvent ne pas être les mêmes d'un tour à l'autre. Comme la majorité exigée est toujours basée sur le total des membres de la Saeima et non sur la base des votes valides, il est possible qu'un tour de scrutin où s'affrontent seulement deux candidat — voire un seul — soit lui aussi infructueux.
La présidente de la Saeima, Ināra Mūrniece, préside le collège électoral. Avant le premier tour de l'élection présidentielle, les partis politiques représentés à la Saeima désignent leurs candidats. Ces derniers doivent être âgés d'au moins quarante ans, posséder la citoyenneté lettonne et ne pas avoir de double nationalité ou de casier judiciaire.

## Candidats

### Campagne
Le Parti vert de Lettonie et l'Union des verts et des paysans ont désigné leur président Raimonds Vējonis comme candidat à la présidence de la République. Ancien ministre de l'Environnement, il détient le portefeuille de la Défense au sein du gouvernement de centre-droit dirigé par Laimdota Straujuma. Il a été préféré au maire de Liepāja, Uldis Sesks, un temps pressenti pour l'élection du chef de l'État.
Soutenu par l'Alliance nationale et le Parti pour la patrie et la liberté, Egils Levits, juge à la Cour constitutionnelle, se déclare néanmoins indépendant de toute formation politique.
Deux autres candidats, de moindre envergure se présentent à cette élection présidentielle : Mārtiņš Bondars, soutenu par l'Association lettonne des régions, et Sergejs Dolgopolovs, désigné par le Parti de l'Harmonie.

## Résultats
| Candidat            | 1er tour | 1er tour | 2e tour | 2e tour | 3e tour | 3e tour | 4e tour | 4e tour | 5e tour | 5e tour |
| Candidat            | Pour     | Contre   | Pour    | Contre  | Pour    | Contre  | Pour    | Contre  | Pour    | Contre  |
| ------------------- | -------- | -------- | ------- | ------- | ------- | ------- | ------- | ------- | ------- | ------- |
| Raimonds Vējonis    | 34       | 59       | 34      | 59      | 35      | 61      | 46      | 52      | 55      | 42      |
| Egils Levits        | 24       | 69       | 25      | 71      | 26      | 70      | 26      | 72      | -       | -       |
| Sergejs Dolgopolovs | 23       | 70       | 24      | 72      | 23      | 73      | -       | -       | -       | -       |
| Mārtiņš Bondars     | 7        | 86       | 7       | 89      | -       | -       | -       | -       | -       | -       |